# Okno (GUI)

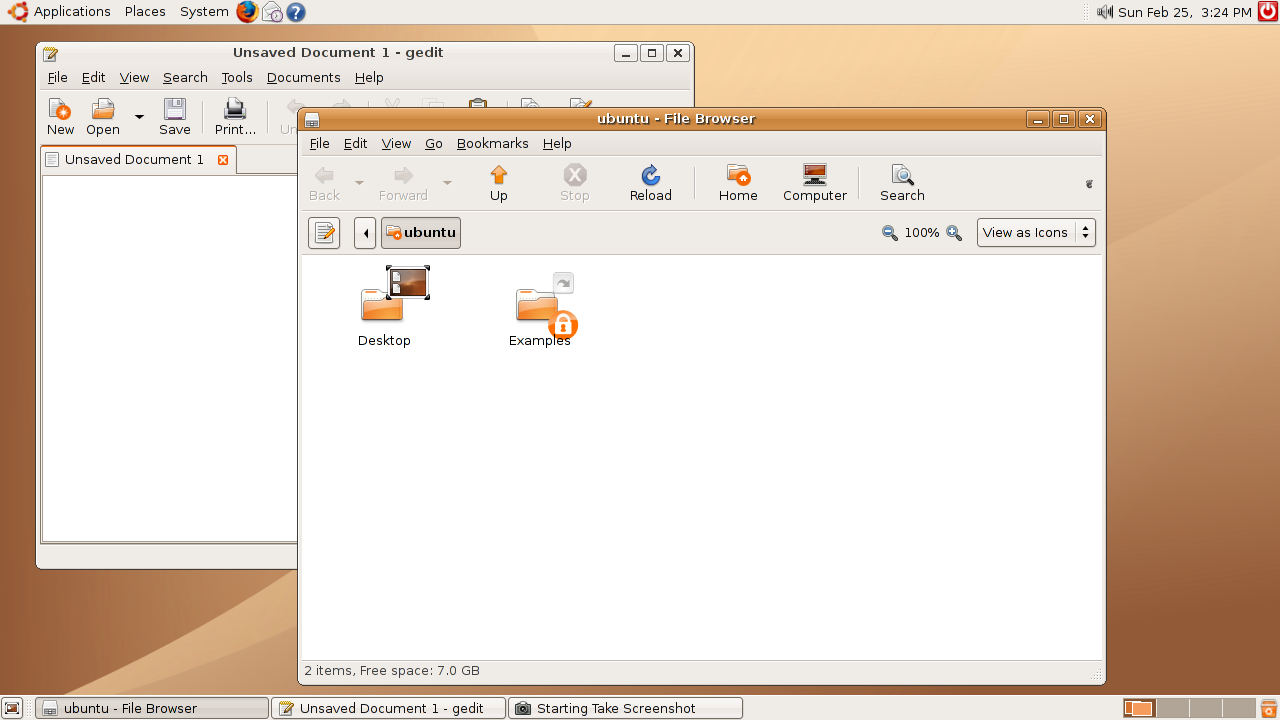
Příklad grafického uživatelského rozhraní GNU/Linux, ve kterém jsou zobrazeny dvě okna a jedno překrývá druhé.

Okno (anglicky window) je v informatice oblast, obvykle obdélníkového tvaru, která obsahuje nějaký druh uživatelského rozhraní. Zobrazují se v něm výstupní data z počítače a zároveň uživateli dovoluje ovládání v něm běžících procesů. Výraz okno je užíván hlavně ve spojením s grafickým výstupem počítače, díky kterému je možné s počítačem komunikovat pomocí kurzoru ovládaného počítačovou myší, či jiným polohovacím zařízením. Okna jsou v grafickém uživatelském rozhraní (GUI) jednou z jeho nejdůležitějších vlastností.

## Historie
S myšlenkou o využití systému oken ke komunikaci s počítačem poprvé přišel Stanford Research Institute vedený Douglasem Engelbartem. Jejich systém využíval okna, která se nedala překrývat, ale pracovní plocha se jimi pokrývala podobně, jako je tomu při obkládání dlaždicemi. Tento druh zobrazení byl později vylepšen jako součást paradigma WIMP vyvíjeného výzkumným týmem společnosti PARC, který vedl Alan Kay. Jejich systém využíval překrývajících se oken a tento druh zobrazení oken se stal mnohem běžnějším než jeho předchůdce. Steve Jobs, spoluzakladatel firmy Apple, Inc., po návštěvě firmy PARC rozpoznal brzy potenciál grafického uživatelského rozhraní a začal spolupracovat se společností Xerox, na vytvoření a zlepšení grafického uživatelského rozhraní pro své počítače Apple Lisa a později pro řadu počítačů Macintosh, byl tak první, kdo poprvé přišel s GUI na trh. Bill Gates, zakladatel společnosti Microsoft, byl již z počátku dodavatelem těchto rozhraní a zaměřoval se hlavně na vývoj okenních aplikací pro platformu Mac. Později nabízel Jobsovi partnerství na tomto projektu, ale nakonec vyvinul vlastní, podobný systém, pod svou firmou Microsoft, který dominuje dodnes trhu s osobními počítači.

## Použití
Okna jsou většinou zobrazována jako dvourozměrné objekty (podobně jako papír nebo knihy) uspořádané na pracovní ploše. Většina oken může být roztahována a zmenšována, přesouvána, skryta, obnovena a nakonec i zavřena. Pokud jsou okna překryta, jedno je nad druhým a zakrývá část neaktivního okna. Ačkoli systém rozdělení do jakýchsi oken využívá mnoho textových uživatelských rozhraní, např. Emacs, nepatří mezi okenní systémy, ale mezi okenní manažery (windows manager).
Okna jsou vlastností, nebo jinak vychytávkou, ve většině uživatelských rozhraní, obzvláště těch, které jsou založeny na technologii WIMP. Po této vlastnosti jsou pojmenovány systémy DEC Windows (v operačním systému VMS), X Window System (v GNU a systémech založených na Unixu), systém Microsoft Windows a systém Open Windows od IBM.
Ve většině aplikací, ve kterých je možné pracovat současně s více než jedním souborem, jako jsou například programy pro editaci obrázků, se každý otevřený soubor otevře ve vlastním okně, které se může uspořádat, tak aby bylo vidět více oken zároveň (přenést před okna, přičemž okna na pozadí budou neaktivní a při práci s nimi se přenesou do popředí, dále se může minimalizovat a obnovit přímo v daném programu, aniž by se používalo minimalizace na lištu operačního systému). Měli bychom rozlišovat mezi hlavním oknem programu a jeho dalšími "podokny", v některých programech proto máme ikonu pro minimalizaci či zmenšení celého programu a dále je zde i možnost zmenšit a minimalizovat podokna v programu samotném.

## Nejznámější systémy využívající oken

### Mac OS X
V operačních systémech Mac OS X se okna zmenšují zprava do Docku, standardně se používá efektu zmenšení okna. Další vlastností v systémech Mac OS X je Exposé, která uspořádá všechna okna související s daným programem tak, aby byly viditelné všechny najednou. Maximalizace oken zde může být buď přes celou obrazovku, nebo jen na výšku. Po stisku tlačítka zavřít okno zmizí, ale ne vždy se program zcela ukončí. Obvykle se okno zcela zavře, pokud se jedná o utilitu nebo program, který nemá žádná podokna (například iPhoto), ale programy jako je třeba webový prohlížeč Safari se zavřít nemusí, neboť mohou obsahovat další podokna. Na okraji oken nejsou okraje (je zde pouze vržený stín), a velikost okna může být změněna pouze z levého spodního okraje okna. Okna se dají přesouvat přetažením za jakoukoli část okna, nejen za jeho záhlaví (jako je tomu například u MS windows). Mac OS X používá systém oken nazývaný Quartz Compositor.

### Microsoft Windows

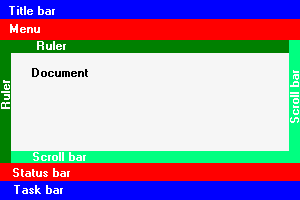
Typické části maximalizovaného okna: záhlaví okna (Title bar), stavový řádek (status bar), hlavní nabídka (main menu), pravítka a scroll bary (posuvné lišty) (rulers and scroll bars), plocha samotného programu či dokumentu (main document area); u MS Windows hlavní panel (task bar), který není součástí okna.

V operačním systému Windows, společnosti Microsoft, se minimalizace oken může provést buď přes tlačítko minimalizace v záhlaví okna, nebo kliknutím na minimalizované okno v hlavním panelu (návrat do stavu před minimalizací se provede opětovným kliknutím). Ve Windows 95 a novějších systémech se minimalizovaná okna řadí na hlavním panelu, pokud se již nevejdou na jednu řádku, začnou se minimalizovat do další. Od systému Windows XP se podobná tlačítka minimalizovaných oken seskupují do jednoho, pokud na něj uživatel najede myší, dojde ke zobrazení roletového menu.
Maximalizace oken se provádí na celou obrazovku, mimo plochu, kterou zabírá hlavní panel, provede se buď přes tlačítko v pravé části záhlaví okna nebo dvojklikem v kterékoli jeho části. Okna se zavírají kliknutím na tlačítko označené symbolem "X" v pravé části záhlaví okna, velikost oken se mění přetažením kdekoliv za okraj okna a přemisťují se přetažením za jejich záhlaví.
U systému Windows Vista jsou okna částečně zobrazovány za pomoci 3D grafiky, pomocí rozhraní Windows Aero. Okna jsou stále plochá, ale jsou zobrazeny jako listy papíru ve virtuálním trojrozměrném prostoru.

## Druhy oken
- Okno programu/ dokumentu - okno, ve kterém je zobrazen dokument nebo program
- Dialogová okna - okno, do kterého uživatel zadává nějaké informace (při instalaci programu pro zadání cesty, nápověda, atd.), nebo systémová dialogová okna, která slouží k zobrazení informací o stavu systému, či systémových chybách
- "Vyskakovací" okna - více na Pop-up

## Aktivní okno
Okenní systém potřebuje vědět, s kterým z oken chce zrovna uživatel pracovat. Pokud jsou otevřena například dvě okna s textovým editorem, musíme dát počítači vědět, do kterého chceme zrovna psát. To se provede kliknutím na okno, se kterým chce uživatel pracovat, v češtině pro "aktivaci" okna nemáme žádný název, ale v angličtině se tento proces nazývá giving a windows focus (zaměření na okno). V některých systémech není ani třeba na dané okno klikat, ale stačí nad něj najet ukazatelem myši.